# Anopheles walkeri
Anopheles walkeri este o specie de țânțari din genul Anopheles, descrisă de Theobald în anul 1901. Conform Catalogue of Life specia Anopheles walkeri nu are subspecii cunoscute.